# Ovenvisje
Het ovenvisje (Thermobia domestica) is een vleugelloos, lichtschuw insect dat tot ca. 12 mm lang wordt. De soort wordt wel verward met het zilvervisje, maar kan in ons klimaat uitsluitend overleven in extreem warme omgevingen zoals, vooral vroeger, in bakkerijen en dergelijke. Ovenvisjes hebben een gebandeerd achterlijf, iets wat bij ons de verwante soorten niet hebben. In Nederland is de soort niet of nauwelijks meer aanwezig, in België iets meer.
De "visjes" zijn taxonomisch ingedeeld in een eigen orde Zygentoma, maar waren voorheen samen met de rotsspringers (gezamenlijk "franjestaarten") ondergebracht in één, inmiddels dus vervangen orde Thysanura - veel literatuur geeft uiteraard die oude indeling nog weer.
Bijzonder aan ovenvisjes is dat ze in hun ontwikkeling 60 keer kunnen vervellen, naar verluidt het hoogst beschreven aantal.